# Corridor 7
Corridor 7: Alien Invasion — компьютерная игра в жанре шутера от первого лица, разработанная компанией Capstone Software и выпущенная в марте 1994 года на DOS.

## Игровой процесс
Игровой процесс Corridor 7 основан на движке Wolfenstein 3D. Сеттинг был изменён на научно-фантастический: вместо нацистов главный герой отстреливает инопланетян. Игра состоит из 30 уровней-этажей; чтобы пройти на следующий уровень, игрок должен найти и уничтожить всех противников на текущем.
По мере исследования уровней игрок может найти новые виды оружия, аптечки и диспенсеры патронов. Один из видов оружия — мины, которые игрок может разместить на земле, чтобы взорвать преследующих его противников. Некоторые зоны находятся за закрытыми красными или синими дверьми; чтобы их открыть, нужно найти компьютерный терминал соответствующего цвета. Некоторые терминалы при взаимодействии поднимают тревогу, вследствие чего на игрока нападают все находящиеся на уровне инопланетяне.
В игре присутствует мини-карта, заполняемая по мере того, как игрок проходит уровень. Отображаемая на карте информация зависит от выбранного уровня сложности: например, на самом простом уровне видно местоположение всех инопланетян. У персонажа есть два вспомогательных визора — прибор ночного видения, с помощью которого можно ориентироваться в слабоосвещённых помещениях, и инфракрасный визор, который помогает находить ловушки и невидимых врагов.

## Сюжет
Действие игры разворачивается в недалёком будущем, в 2012 году. Экспедиция отправилась на Марс и привезла оттуда таинственный артефакт. Он был отправлен на исследование. Через несколько минут артефакт открыл портал в другой мир, из которого появились неизвестные создания. Пришельцы взяли под контроль лабораторию «Коридор № 7» и заблокировали вход к артефакту. Цель игрока — ликвидировать монстров и закрыть портал.

## Разработка и выпуск
Игра была выпущена в 1994 году компанией GameTek. В разработке находился сиквел под названием Corridor 8: Galactic Wars, однако он был отменён из-за банкротства компании.
В 2021 году компания Ziggurat Interactive перевыпустила Corridor 7 и Operation Body Count в Steam.

## Критика
| Сводный рейтинг    | Сводный рейтинг |
| Агрегатор          | Оценка          |
| ------------------ | --------------- |
| MobyRank           | 58 %            |
| Иноязычные издания |                 |
| Издание            | Оценка          |
| CVG                | 51 %            |
| PC Gamer (US)      | 68 %            |
| PC Zone            | 55 %            |
| PC Review          | 2/10            |

Corridor 7 получила смешанные отзывы критиков, средний балл на портале MobyGames составляет 58 % на основе 19 рецензий. Многие критики сравнивали игру с Wolfenstein 3D и Doom в пользу последних.
Мэтт Фирм из американского журнала PC Gamer заявил, что в игре слишком мало свежих идей, чтобы она выделялась на фоне конкурентов, и раскритиковал графику и аудио, особенно дизайн противников. Тем не менее, он признался, что ему игра понравилась и что фанатам жанра она может помочь скоротать время до выхода следующего шутера от первого лица. В рецензии PC Zone Corridor 7 была раскритикована за однообразность и отсутствие оригинальных идей, а единственным достоинством игры была названа её низкая стоимость. Джон Беннетт из PC Review не рекомендовал игру к покупке, заключив: «по текущим стандартам, Corridor 7 — это визуально унылое, плохо анимированное, скучное месиво низкого разрешения, безнадёжно устаревшее ещё до своего выпуска.